# Беате Ериксен
Беате Мари Ериксен (на норвежки: Beate Marie Eriksen) е норвежка актриса и режисьор.

## Биография
Родена е на 19 октомври 1960 в семейството на Мариус Ериксен, летец от Втората световна война. Тя е племенница на скиора в алпийски дисциплини Стайн Ериксен и е омъжена за актьора Торалв Мауща. Беате е завършила Норвежката национална театрална академия през 1985. След завършването си тя е работила в Новия театър на Осло и в театралната трупа Riskteatret. На свободна практика е играла в Норвежкия национален театър, както и в други театри в страната. Най-известна е с ролята си на Ингрид Ивешен в теленовелата Hotel Cæsar, в периода 1998 – 2000. Отделно Ериксен е режисирала над 100 серии от „Hotel Cæsar“.